# John Profumo

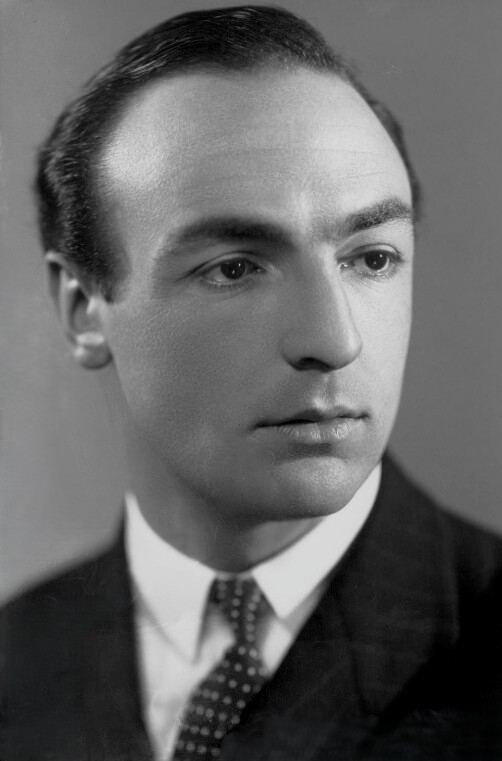
John Profumo

John Dennis Profumo (vaak Jack Profumo genoemd) (Kensington (Londen), 30 januari 1915 - Londen, 10 maart 2006) was een Brits politicus.
Profumo was van Italiaanse adellijke afkomst. Hij droeg de titel van baron, een titel die hij te danken had aan zijn vader, die oorspronkelijk van Sardinië afkomstig was. Hij gebruikte zijn titel echter nooit.
Hij begon zijn politieke loopbaan in 1940 toen hij voor de Conservatieve Partij lid werd van het Britse Lagerhuis. Hij stemde tegen de regering van toenmalig premier Neville Chamberlain en voor de komst van de regering van Winston Churchill. In 1960 werd hij minister van Defensie in de regering van Conservative-premier Harold Macmillan.

## Profumo-affaire
In 1961 had hij een korte affaire met de 19-jarige callgirl Christine Keeler. Daar deze tegelijkertijd een affaire bleek te hebben gehad met een attaché van de ambassade van de Sovjet-Unie werd dit een zaak van nationale veiligheid. Vooral ook omdat hij hierover in het parlement niet de waarheid had verteld, moest Profumo in 1963 zijn ministerschap neerleggen. De hele kwestie ging de geschiedenis in als de Profumo-affaire. Mede vanwege deze perikelen viel het kabinet van MacMillan het jaar daarop in 1964.

## Na de affaire
De rest van zijn leven zou Profumo zich toeleggen op het organiseren van vrijwilligerswerk. Hiervoor werd hij in 1975 door koningin Elizabeth benoemd tot Commandeur in de Orde van het Britse Rijk.
Profumo was getrouwd met de actrice Valerie Hobson; hij biechtte indertijd zijn affaire met Keeler aan haar op en zijn vrouw vergaf hem zodat hun huwelijk stand hield.
John Profumo overleed in zijn slaap op de leeftijd van 91 jaar in een Londens ziekenhuis, nadat hij daar enkele dagen eerder was opgenomen met een beroerte.